# Sumbawanga
Sumbawanga est une ville du sud-ouest de la Tanzanie.

## Géographie
En 2002 sa population était de 147 483 habitants.

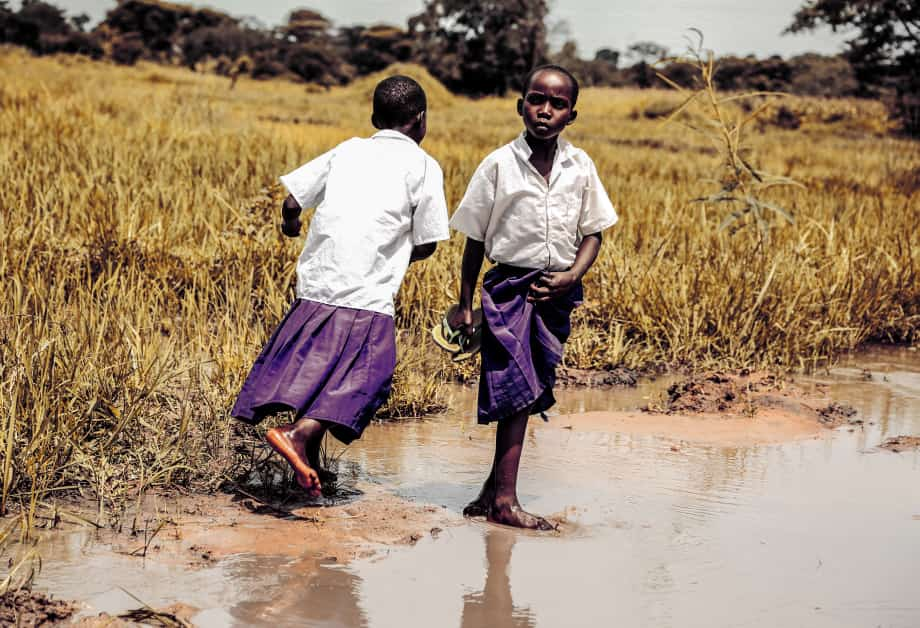
Écolières de Sumbawanga rentrant chez elles par une piste détrempée.

La ville est la capitale administrative de la Région de Rukwa. Elle est entourée par le fertile plateau d'Ufipa, 8° au sud de l'Équateur, à proximité des escarpements du Grand Rift. C'est la capitale provinciale la plus élevée du pays, à 1 800 mètres d'altitude. Les montagnes environnantes s'élèvent jusqu'à 2 700 mètres, séparant la cité du grand lac Rukwa.
La ville est totalement à l'écart des grands axes du pays, reliée aux villes les plus proches par des pistes à l'entretien incertain. Elle constitue une étape possible pour un passage vers la Zambie (le poste frontière de Kasesha est à 102 km et la ville de Mbala à seulement 126 km) et une base secondaire pour les très rares touristes visitant le parc national de Katavi.
Côté tanzanien, la grande ville la plus proche est Mbeya, à pas moins de 340 km et 6 heures de bus.
Dans Le Quidditch à travers les âges, J. K. Rowling mentionne une équipe de Quidditch appartenant à cette ville, les rayons de Soleil de Sumbawanga.